# Tephrochares
Tephrochares är ett släkte av fjärilar. Tephrochares ingår i familjen nattflyn.
Kladogram enligt Catalogue of Life:
| Tephrochares | \| \| Tephrochares inquinata \| \| \| \| \| \| Tephrochares pyrami \| \| \| \| |
|              | \| \| Tephrochares inquinata \| \| \| \| \| \| Tephrochares pyrami \| \| \| \| |
|              | Tephrochares inquinata                                                         |
|              |                                                                                |
|              | Tephrochares pyrami                                                            |
|              |                                                                                |